# Fiat 1100
Die Bezeichnung Fiat 1100 trugen zwei unterschiedliche Modelle des italienischen Kraftfahrzeugherstellers Fiat.

## Rahmenmodelle (1937–1953)

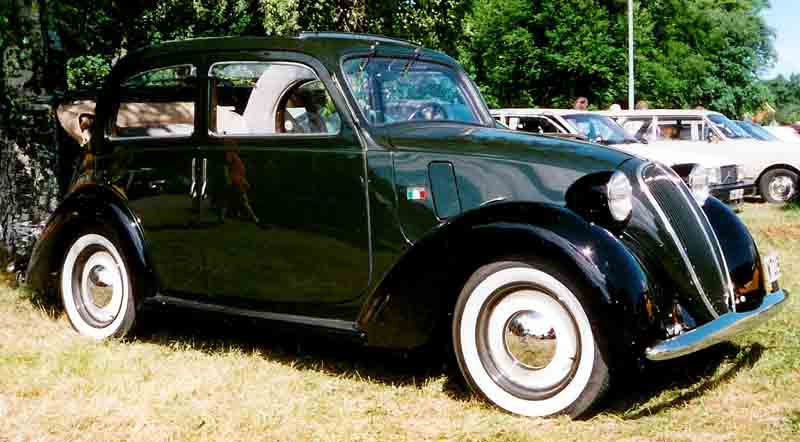
Fiat 508C Balilla Trasformabile, 1938

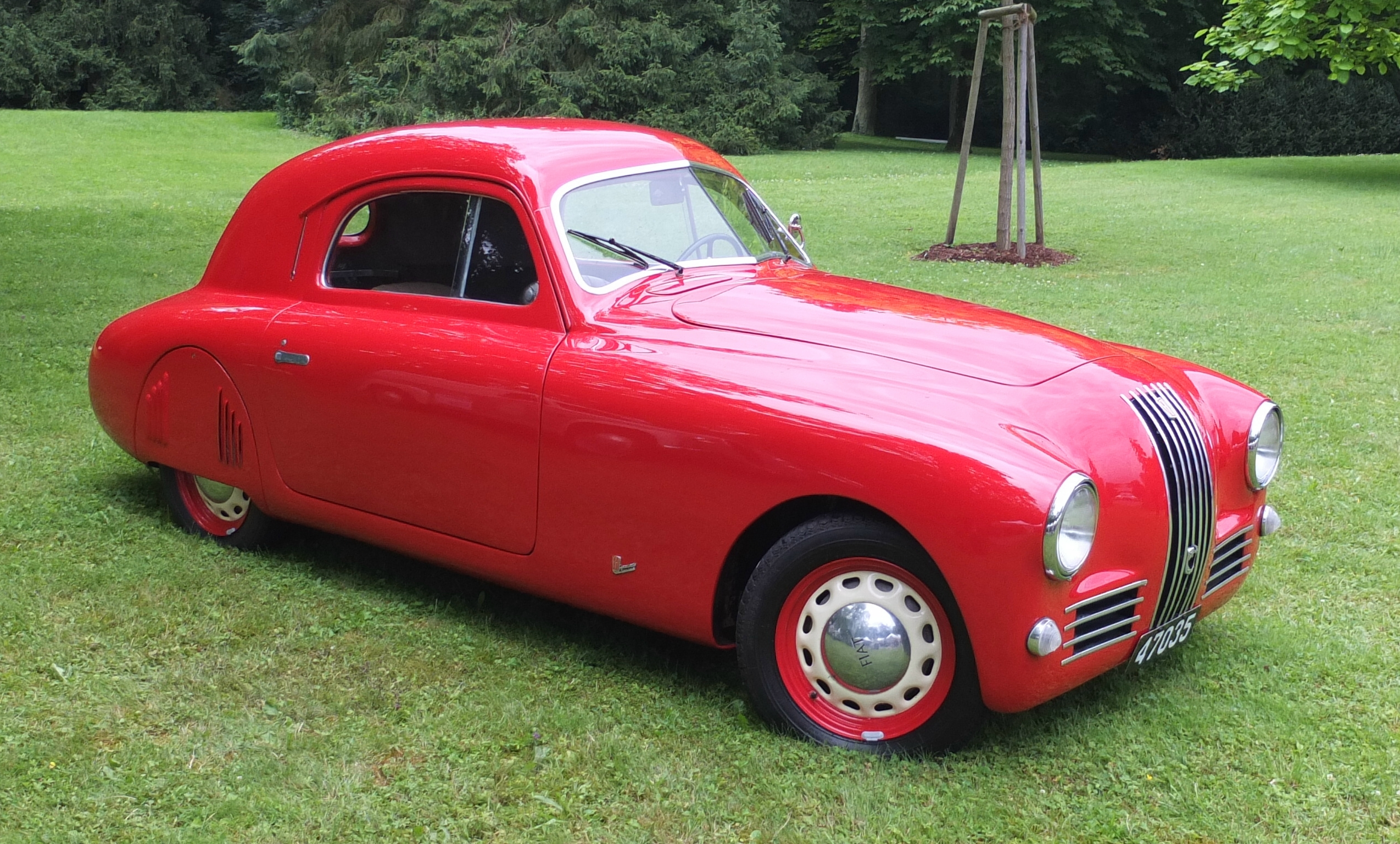
Fiat 1100 S, 1947

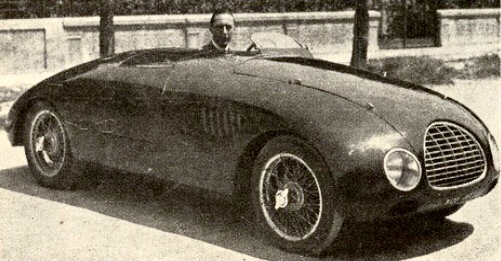
Fiat 1100 Wettbewerbsfahrzeug um 1946

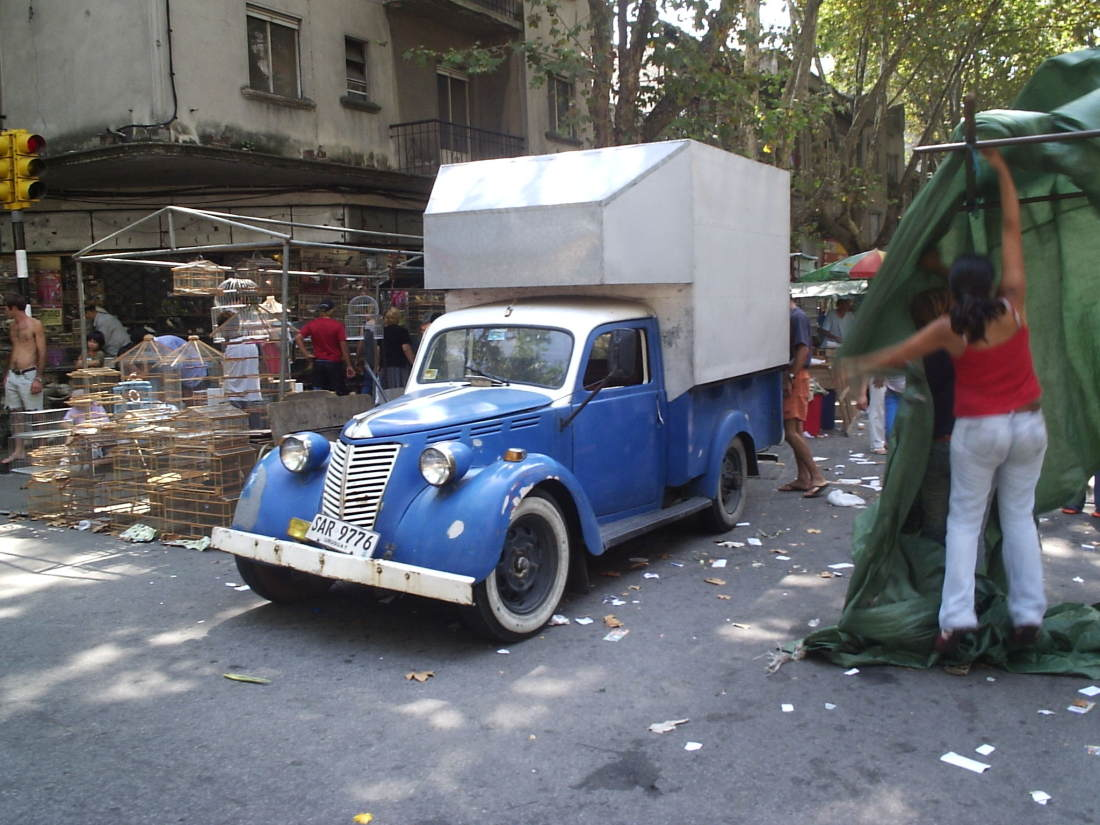
1100 ELR

Das erste Modell wurde unter der Bezeichnung Balilla 1100 oder Fiat 508 C / L in den Jahren 1937 bis 1939 gebaut. Die viertürige Limousine hatte in der kurzen (C) Version 2420 mm Radstand und in der langen (L) 2743 mm, einen Leiterrahmen mit Kreuzstreben und einen vorn eingebauten Vierzylinder-Reihenmotor mit hängenden Ventilen, 1089 cm³ Hubraum (Bohrung 68 mm, Hub 75 mm) und 30 bis 32 PS / 22 bis 23,5 kW. Über ein Viergang-Getriebe mit Mittelschaltung (III und IV synchronisiert) und eine geteilte Kardanwelle wurde die Hinterachse angetrieben. Die Höchstgeschwindigkeit betrug 95–110 km/h.
Als Wettbewerbsfahrzeug entstanden auch ca. zehn zweitürige Coupés, Fiat 1100 508 C – M.M. (508 C – Mille Miglia). Als Antrieb diente der gleiche Motor, allerdings mit einer Leistung von 42 PS / 31 kW. Die Höchstgeschwindigkeit betrug 142 km/h.
Zwischen 1937 und 1951 wurde in Frankreich von Simca der Fiat 1100 als Simca 8 gefertigt. Als Simca 8/1200 gab es schon ab 1949 eine Version mit einem 1221-cm³-Motor, also acht Jahre vor dem entsprechenden Fiat-Modell. Dieser stärkere Motor war schon 1948 im Simca 8 Sport vorgestellt worden.
1939 bis 1948 wurde die oben genannte Limousine im Wesentlichen unverändert mit beiden Radständen unter der Bezeichnung Fiat 1100 / Fiat 1100 L weitergebaut. Markantes Merkmal der 1100 A war der bugförmige Kühlergrill („mussone“).
1947 bis 1950 baute man auch wieder ein Wettbewerbs-Coupé, diesmal aber in Serie (401 Stück) den Fiat 1100 S. Die Karosserie entsprach in etwa der des Mille-Miglia-Modells, die Motorleistung betrug 51 PS / 37,5 kW. Der Wagen erreichte max. 150 km/h.
1948 erhielt die technisch modernisierte Limousine die Bezeichnung Fiat 1100 B / BL, die Motorleistung stieg auf 35 PS / 26 kW für den kurzen „B“, der lange „BL“ hatte weiterhin 30 PS. Die Fahrleistungen blieben ebenfalls gleich. 1949 hießen die entsprechenden Modelle mit Lenkradschaltung und Kofferraumdeckel Fiat 1100 E / EL, 1950 wurde die Produktion des EL eingestellt, die Taxi-Version 1100 EL Tassi blieb jedoch bis 1953 im Programm. Das Coupé Fiat 1100 S wurde mit stark veränderter Karosserie (Pininfarina) als Fiat 1100 ES bis 1951 weitergebaut. Bei gleicher Motorleistung schaffte es wegen des höheren Gewichts „nur“ 140 km/h – immer noch so schnell wie ein Porsche damals. 1953 endete auch die Produktion der Limousine 1100 E.

### Fiat 1100 F – Fiat 1100 ELR (1941–1953)
Ab 1941 gab es den Lieferwagen Fiat 1100 F auf Basis des 1100 mit langem Radstand. Er wurde unter Beteiligung von Mario Revelli di Beaumont bei Viotti entwickelt, hatte eine Nutzlast von 600 kg und war als Pritschenwagen oder Kastenwagen lieferbar. Bei den Italienischen Streitkräften wurde der „Furgoncino «Fiat» 1100 Mod. ELR“ als geschossener Kastenwagen genutzt. Nach dem Ende des Zweiten Weltkriegs wurde der 1100 F 1947 zum 1100 ALR und hatte nun eine Nutzlast von einer Tonne. Gleichzeitig mit der Überarbeitung der Limousine 1948 wurde auch beim 1100 ALR die Kabine überarbeitet und das Drehmoment beim Motor gesteigert, wodurch das Modell nun Fiat 1100 BLR genannt wurde. Ein verbessertes Armaturenbrett, nebst modernisierter Heizungsanlage und Blinkern machte das Modell 1949 zum Fiat 1100 ELR. Bereits 1951 ersetzte der Fiat 615 den vorerst noch weiter gebauten Pritschenwagen, der ebenso wie der Kastenwagen bis Ende 1953 gebaut wurde. Das Modell wurde auch unter Lizenz von Steyr-Puch in Österreich und Zastava in Jugoslawien hergestellt.

## Modelle mit selbsttragender Karosserie (1953–1970)

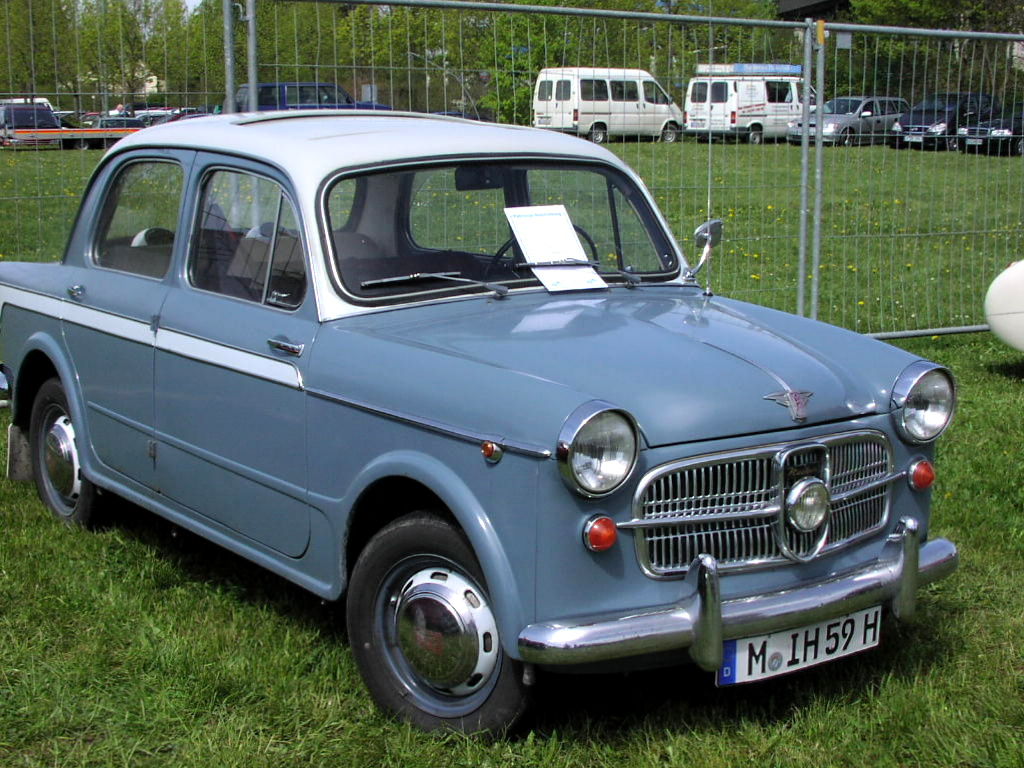
NSU/Fiat Neckar 1100-103 H, Bj. 1959

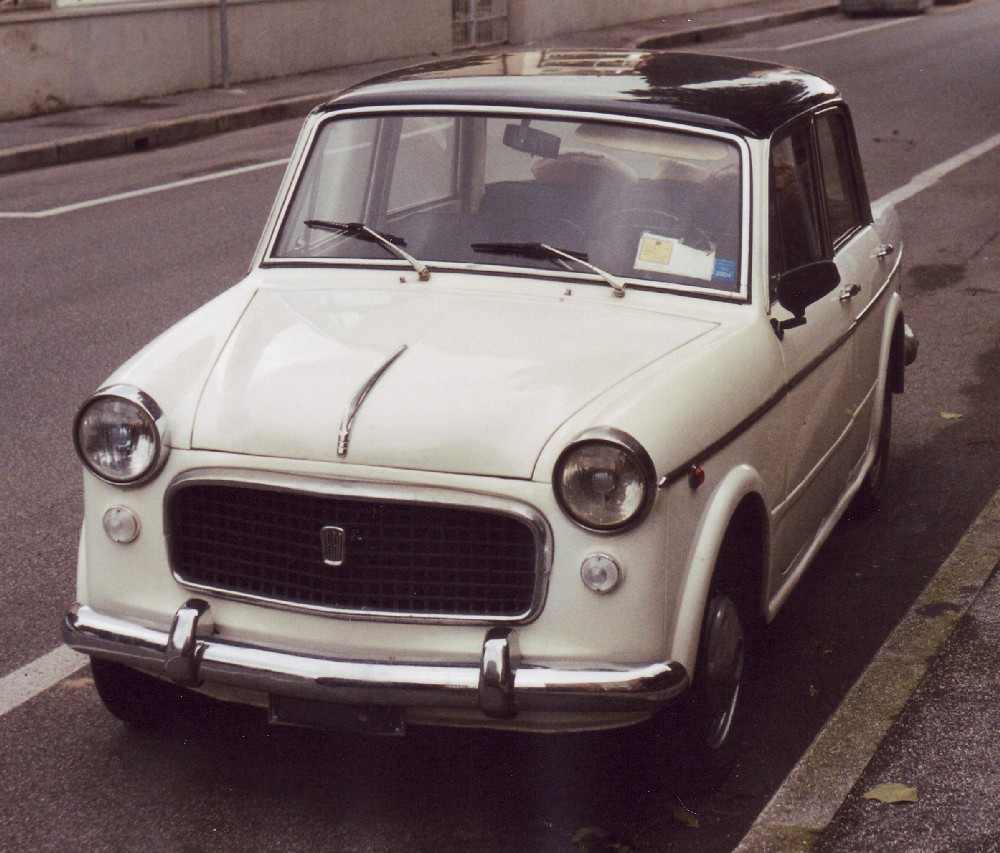
Fiat 1100 Speciale, Bj. 1960–1961

1953 wurde der Fiat 1100 durch den 1100-103 oder Fiat Nuova 1100 abgelöst. Das Modell wurde bis Ende der 1960er-Jahre in Italien produziert. Es wurde auch außerhalb Italiens montiert, unter anderem als NSU-Fiat Neckar (Karosseriefertigung bei Weinsberg) in Deutschland oder als Steyr-Fiat in Österreich.
| Jahr          | 1953 | 1954  |
| ------------- | ---- | ----- |
| NSU-Fiat 1100 | 881  | 1.344 |

In Indien wurde der Fiat 1100 von Premier von 1964 bis 2000 in Lizenz als Premier Padmini gebaut.
Die selbsttragende Pontonkarosserie mit vorderem Hilfsrahmen des Nuova 1100 und das Fahrwerk mit einzeln an Doppelquerlenkern aufgehängten Vorderrädern und der angetriebenen Starrachse an Blattfedern hinten war neu konstruiert. Vorn und hinten gab es einen Querstabilisator und rundum Teleskopstoßdämpfer. Die Lenkung arbeitete mit Schnecke und Rolle.
Der Vierzylinder-Reihenmotor wurde im Wesentlichen vom Vorgänger übernommen. Er hatte 1089 cm³ Hubraum und leistete 36 PS (26,5 kW). Der Motorblock war aus Grauguss, der Zylinderkopf aus Aluminium. Die Kurbelwelle war dreifach gelagert, und die seitliche, kettengetriebene Nockenwelle betätigte die hängenden Ventile über Stößel, Stoßstangen und Kipphebel. Das Viergang-Getriebe wurde wie bereits beim Fiat 1100 E über einen Hebel am Lenkstock geschaltet. Die Kardanwelle war einteilig und das Differentialgehäuse von vorn an den aus Blech gepressten Hinterachskörper angeflanscht. (Banjoachse)
Der Wagen war als viertürige Limousine (siehe oben) und als fünftüriger Kombi (Familiare) verfügbar. Seine Höchstgeschwindigkeit betrug 115 km/h. Von der Limousine gab es das Modell Fiat 1100-103 TV mit einer Motorleistung von 50 PS (37 kW) und 135 km/h Höchstgeschwindigkeit, das auch auf Grund seiner sportlichen Fahrleistungen an der Mille Miglia teilnahm. Mit dem gleichen Motor war auch der Fiat 1100-103 TV Trasformabile, ein zweitüriges Cabriolet, ausgestattet (siehe Fiat 1100TV Spider), und zudem entstanden einige Rennwagen mit dessen Technik. Seine Höchstgeschwindigkeit war 143 km/h. Ab 1954 gab es als Nachfolger des 1100 ELR Kastenwagen den 1100-103 L, ebenfalls als Kastenwagen.
Ab 1956 hießen die Modelle Fiat 1100-103 E. Die Motorleistung stieg bei den Limousinen und Kombis auf 40 (SAE)-PS (29 kW), die Höchstgeschwindigkeit auf 120 km/h, beim „Trasformabile“ auf 53 (SAE)-PS (39 kW) mit einer Höchstgeschwindigkeit von 142 km/h. Die Limousine 1100 hatte eine umklappbare hintere Rückenlehne. Das Modell TV bekam eine Zweifarb-Lackierung in Metallic-Tönen und eine aufwändige Innenausstattung.
Ab 1957 brachte es der Fiat 1100-103 D auf 43 PS (31,6 kW). Der „Trasformabile“ wurde zum Fiat 1200 Spider mit 53 PS und 1221 cm³ Hubraum und der Typ TV durch den Fiat 1200 Granluce ersetzt.
1959 stieg die Motorleistung beim Fiat 1100-103 H (1100 Luxus) weiter auf 50 (CUNA-)PS, was 48 (DIN)-PS (36,5 kW) entspricht, die Höchstgeschwindigkeit erhöhte sich auf 130 km/h.
1960 wurde das Modell Fiat 1100 Luxus (103H) durch den Fiat 1100 Export (ebenfalls 103H) mit einfacherer Ausstattung ersetzt und der Kombi Fiat 1100-103 D durch den Kombi auf Basis des Fiat 1100 Export (Motor 103H). Gleichzeitig kam der erste Fiat 1100 mit vorne angeschlagenen Türen: der Fiat 1100 Speciale mit der Karosserie des Fiat 1200 in vereinfachter Ausstattung.
Ab 1962 präsentierte sich der Fiat 1100 D (103 G) mit überarbeiteter Karosserie und dem Motor des Fiat 1200 Granluce mit 1221 cm³ und 50 PS (DIN) / 37 kW, der nicht mehr gebaut wurde. Die Front war zierlicher gestaltet, sie hatte einen Kühlergrill ohne den wulstigen Chromrand.
1966 stand die letzte Änderung an: Der Fiat 1100 R (103 P) hatte nicht nur einen erneut überarbeiteten Kühlergrill und eine neue Heckansicht mit runden Leuchten (Limousine), er war unter der Blechhülle radikal überarbeitet worden. Das Fahrwerk wurde geändert, er bekam Scheibenbremsen an den Vorderrädern, kleinere Räder, eine andere Kardanwelle, im Innenraum erwartete eine Mittelschaltung und ein völlig umgestaltetes Armaturenbrett den Fahrer. – Und es war wieder ein 1100: der 1089-cm³-Motor kam wieder zum Einsatz, wieder mit 48 (DIN-)PS / 35 kW (DIN). Wegen des deutlich geringeren Eigengewichts stieg die Höchstgeschwindigkeit geringfügig auf 132 km/h. Bemerkenswert war die geteilte Lenksäule, die nicht einmal der Fiat 124 besaß. Andererseits war das Fahrwerk mit Längsblattfedern hinten inzwischen veraltet.
Im Jahre 1970 wurde der Fiat 1100 endgültig eingestellt und durch den ein Jahr vorher erschienenen frontgetriebenen Fiat 128 ersetzt, der auf den Erfahrungen mit den Autobianchi-Primula-Modellen basierte, die anfangs ebenfalls mit dem Motor des Fiat 1100 bzw. Fiat 1200 ausgerüstet waren.